# .hack//G.U. Returner
『.hack//G.U. Returner』（ドットハックジーユー リターナー）は、3部作の『.hack//G.U. (ゲーム)』全巻購入者特典DVDに収録されているOVA作品。「.hack//G.U. Vol.3 歩くような速さで」の後日談となっている。エンディングはALI PROJECTの「GOD DIVA」。
2017年に.hack//G.U.三部作のリマスター版『.hack//G.U. Last Recode』が発売され、本作と同じくオーヴァンの帰還を描く「.hack//G.U. Vol.4 あるいは世界を紡ぐ蛇たちの見る夢」が収録されたが、本作とは矛盾する内容であり両者に関連性は無い。

## あらすじ
ある日、ハセヲの下にオーヴァンからのメールが届けられ、「Δ隠されし 禁断の 盆踊り」に来るようにとの内容が書かれていた。
そこはお祭りの屋台などが立ち並ぶお祭りエリア。メールにより、それまでに関わった人々が徐々に集まり始めていた。それぞれ自由に行動し、探索をしていたタビーと匂坂は謎のモンスターと遭遇し襲われる。駆けつけたハセヲによって倒されたが、中からチムチムが出現。その正体は、ネットワークの異物を浄化するオーヴァンの「再誕」によって消滅したはずのAIDAだった。
現在はこの世界に順応しており、襲ってきたのもただ怖かったからだという。それでもAIDAの存在を許せず、怒りをあらわにするハセヲだが、AIDAの気持ちに共感する望の言葉で攻撃を止めた。その直後、そのAIDAは空中に「RETURNER（帰ってくる人）」と文字を描いた。
一方、お祭りエリアとは別の花が一面に広がるエリア。そこにはアイナとオーヴァンの姿があった。
数々の戦いを経て、遂に二人は再会できたのだった。

## 登場人物
以下の人物以外にも、台詞はないが姿だけ登場している人物が多数いる。
- ハセヲ - 櫻井孝宏
- 志乃 - 名塚佳織
- アトリ - 川澄綾子
- タビー - 豊口めぐみ
- 朔望 - 豊口めぐみ
- 匂坂 - 置鮎龍太郎
- 藤太 - 三宅健太
- 三郎  - 伊藤静
- クーン - 三木眞一郎
- シラバス - 阪口大助
- ガスパー - 矢島晶子
- エンデュランス - 斎賀みつき
- パイ - 小林沙苗
- 八咫 - 山崎たくみ
- アイナ - 榎本温子
- オーヴァン - 東地宏樹

## スタッフ
- 監督 - 真下耕一
- 脚本 - 川崎美羽、松山洋、新里裕人
- キャラクター監修 - 貞本義行
- キャラクター原案 - 細川誠一郎
- キャラクターデザイン - 大澤聡、亀田義明
- コンセプトデザイン - 北原サトシ
- 絵コンテ - 澤井幸次
- 演出 - 清水久敏
- 作画監督 - 亀田義明
- 美術監督 - 海野よしみ
- 色彩設計 - 吉田小百合、小鳥真喜子
- 撮影監督 - 鎌田克明、青木孝司
- 音響監督 - なかのとおる
- 音楽 - ALI PROJECT
- 音楽製作 - ビクターエンタテインメント
- 制作協力 - サイバーコネクトツー
- 制作 - バンダイビジュアル、ビィートレイン
- 製作 - バンダイナムコゲームス